# Корона, Мауро
Ма́уро Коро́на (итал. Mauro Corona; 9 августа 1950, Базельга-ди-Пине) ─ итальянский писатель, альпинист и скульптор.
Будучи скульптором по дереву, Мауро Корона занимается альпинизмом: он покорил многочисленные итальянские и зарубежные высоты, проложил более 300 путей восхождения в Доломитовых Альпах. Корона также является автором большого количества книг, некоторые из которых стали бестселлерами. Проживает в Эрто, в поселении, где родились его родители.

## Биография

### Детство
Сын Пьетро Корона и Лучии «Тии» Филиппин, работавшими разносчиками, родился между Базельга-ди-Пине и Тренто. Первые годы жизни проводит в провинции Тренто, пока семья не возвращается в своё родное поселение Эрто, в долине Вайонт провинции Удине (было отнесено к провинции Порденоне в 1968 году), где проживает последующие годы в контраде Сан Рокко.
С самого детства охотится вместе с отцом как браконьер, и именно в этих горах, в которых прошла большая часть его детства, в Мауро зародилась страсть к горам и альпинизму. Уже в тринадцать лет он совершает восхождение на гору Дуранно (2688 метров над уровнем моря).
После появления на свет брата, что случилось через несколько месяцев после ухода матери из семьи, Мауро Корона увлекается чтением: Толстой, Достоевский и Сервантес становятся его излюбленными писателями. Одновременно он постигает искусство скульптуры по дереву у деда-резчика.
После 8 лет обучения в Эрто начинает обучаться в средней школе в соседнем поселении Лонгароне, в провинции Беллуно. Но 9 октября 1963 года его жизнь меняется радикально: волна, перехлестнувшаяся через плотину Вайонт, буквально сметает нижнюю часть беллунского городка и районы вблизи озера, между регионами Венето e Фриули-Венеция-Джулия, погубив более 2000 человек, хотя никто из его семьи не пострадал во время этой катастрофы. Мауро Корона впоследствии вместе с братом переходит в колледж Дон Боско в Порденоне. Для него это сложный период, его непрестанно мучает ностальгия, ощущение жизни в неволе и тоска по лесам Эрто. Тем не менее, учителя в колледже усиливают его любовь к литературе и поддерживают его в обучении. Когда два его брата возвращаются в Эрто, Мауро мечтает поступить в школу искусств в Ортизеи, но отсутствие денег заставляет его учиться в геодезическом техникуме Маринони в Удине, обучение в котором было бесплатным.

### От горы Бускада до изучения Эрто
Через несколько лет Корона был отчислен из школы, так как перестал учиться на уроках, предпочитая читать комиксы Tex во время занятий. В 1968 году, его брат уезжает в поисках работы в Германию, где через три месяца утонет в бассейне города Падерборн. Тем временем Корона оставляет место разнорабочего в Маниаго и идет работать на мраморный карьер на горе Бускада. Эту тяжелую работу облегчала жизнь посреди вершин, лесов и лугов, которые напоминали ему о детстве.
Он был вынужден прекратить эту работу на период военной службы, которую он начал Л’Акуиле, будучи призванным в части альпийских стрелков. Службу Корона закончил уже в Тарвизио в лыжной роте. Он возвращается на месяц позже положенного, так как провел 32 дня в карцере строгого содержания за многочисленные бесчинства во время несения службы.

### Корона-скульптор
Карьер закрывается в восьмидесятые годы и Мауро Корона устраивается каменотёсом. Однажды в 1975 случайный прохожий из Сачиле замечает его маленькие скульптуры и решает купить их все. Через некоторое время он же заказывает у Мауро Корона скульптуру «Крестный путь» в дар церкви Сан Джованни дель Темпио в Сачиле. На деньги от продажи этих скульптур Корона покупает необходимые инструменты и начинает учиться у Аугусто Мурера из Фалькаде ремеслу скульптора и развивает технику и художественные знания. В 1975 году в Лонгаронеон организует свою первую выставку.

### Корона-скалолаз
Тем временем Мауро Корона не забывает и о другом своем большом увлечении — скалолазании. В 1977 он начинает прокладывать маршруты на скалах Эрто и Кассо, половина которых сейчас посещается альпинистами со всего света. За несколько лет он облазил все скалы Фриули, после чего направился в Гренландию и Калифорнию на скалы долины Йосемити. Сегодня многие скалолазные маршруты отмечены его подписью.

### Корона-писатель
Карьеру писателя Корона начал в 1997 году, когда его друг журналист напечатал некоторые его рассказы в газете Il Gazzettino. С тех пор он опубликовал большое количество книг.
В своих романах и рассказах Корона знакомит читателя с миром, который практически исчез: с жизнью и традициями поселений долины Вайонт, экосистемой, которая пережила тяжелое потрясение после трагедии. Персонажи и эхо прошлого возрождаются в строках, написанных Мауро Корона, который страстно и немного с грустью рассматривает такие темы, как взаимоотношения человека с природой, со своими корнями и с экономическим и техническим развитием.

### Последние годы
Корона продолжает совмещать писательство, занятие скульптурой по дереву и скалолазанием с конференциями, встречами и мероприятиями; Участвует в съемках нескольких документальных фильмов, а также появился в фильме Вайонт — плотина позора.
В 2002 году автор комиксов Паоло Косси опубликовал работу «Корона — человек из лесов Эрто» для издательства Edizioni Biblioteca dell’Immagine. Комикс описывает некоторые события, о которых Корона рассказал автору, а также о тех приключениях, которые ему пришлось пережить, чтобы лично услышать рассказы Корона.
Произведения Мауро Корона были переведены на некоторые языки, в том числе на китайский, немецкий, испанский.

## Произведения
- I superstiti (Выжившие), Лонгароне, издательство Grafiche longaronesi, 1986.
- Il volo della martora (Полет куницы), Турин, издательство Vivalda, 1997. ISBN 88-7808-131-0.
- Le voci del bosco (Голоса леса), Порденоне, издательство Biblioteca dell’immagine, 1998. ISBN 88-87881-06-5.
- Finché il cuculo canta (Пока поет кукушка), Порденоне, издательство Biblioteca dell’immagine, 1999.
- Gocce di resina (Капли смолы), Порденоне, издательство Biblioteca dell’immagine, 2001. ISBN 88-87881-51-0.
- La montagna. Chiacchierata con ventun giovani all’osteria Gallo Cedrone in una notte di primavera del 2002 (Гора. Разговор с двадцать одним молодым человеком в остерии Галло Чедроне весенней ночью 2002 года), с 2 CD-дисками, Порденоне, издательство Biblioteca dell’immagine, 2002. ISBN 88-87881-69-3.
- Nel legno e nella pietra (В дереве и камне), Милан, издательство Mondadori, 2003. ISBN 88-04-50464-1.
- Un destino nel volo (Судьба в полете), Совместно с Лучано Дзанелли, Санта Джустина, издательство Polaris, 2003.
- Aspro e dolce (Кислый и сладкий), Милан, издательство Mondadori, 2004. ISBN 88-04-52731-5.
- Storie del bosco antico (Истории античного леса), Милан, издательство Mondadori, 2005. ISBN 88-04-54597-6.
- L’ombra del bastone (Тень от палки), Милан, издательство Mondadori, 2005. ISBN 88-04-54857-6.
- Vajont: quelli del dopo (Вайонт: те, кто был после), Милан, издательство Oscar Mondadori, 2006. ISBN 88-04-55817-2.
- I fantasmi di pietra (Призраки из камня), Милан, издательство Mondadori, 2006. ISBN 88-04-55543-2.
- La mia vita. Racconti dal 1997 al 2004 (Моя жизнь. Рассказы с 1997 по 2004 годы), Роццано, Editoriale Domus, 2006.
- Cani, camosci, cuculi (e un corvo) (Собаки, серны, кукушки (и ворон)), Милан, издательство Mondadori, 2007. ISBN 978-88-04-55542-1.
- Storia di Neve (Снежная история), Милан, издательство Mondadori, 2008. ISBN 978-88-04-58111-6.
- Il canto delle manére, Милан, издательство Mondadori, 2009. ISBN 978-88-04-59071-2.
- Torneranno le quattro stagioni (Вернутся четыре сезона), Милан, издательство Mondadori, 2010. ISBN 978-88-04-60059-6.
- La fine del mondo storto (Конец разрушенного мира), Милан, издательство Mondadori, 2010. ISBN 978-88-04-60341-2. произведение получило премию Premio Bancarella 2011
- La ballata della donna ertana (Баллада женщины из Эрто), Милан, издательство Mondadori, 2011. ISBN 978-88-04-60869-1.
- Come sasso nella corrente (как камень в течении), Милан, издательство Mondadori, 2011. ISBN 978-88-04-61131-8.
- La casa dei sette ponti (Дом семи мостов), Милан, издательство Feltrinelli, 2012. ISBN 978-88-07-01907-4.
- Gli occhi del bosco (Storie di animali e uomini), (Глаза леса (Истории животных и людей)) Милан, издательство Oscar Mondadori, 2012. ISBN 978-88-04-62089-1.
- Venti racconti allegri e uno triste (Двадцать веселых рассказов и один грустный), Милан, издательство Mondadori, 2012. ISBN 978-88-04-61623-8.
- Confessioni ultime (Последние исповеди), с фильмом Джорджо Форнони на DVD, Милан, издательство Chiarelettere, 2013. ISBN 978-88-6190-428-6.
- Guida poco che devi bere. Manuale a uso dei giovani per imparare a bere (Краткий гид по выпивке. Руководство для молодежи, как научиться пить), Милан, издательство Mondadori, 2013. ISBN 978-88-04-62503-2.
- La voce degli uomini freddi (Голос стылых людей), Милан, издательство Mondadori, 2013. ISBN 978-88-04-63377-8.
- Una lacrima color turchese (Cлеза бирюзового цвета), Милан, издательство Mondadori, 2014. ISBN 978-88-04-64945-8.
- Favola in bianco e nero (Черно-белая побасенка), Милан, издательство Mondadori, 2015. ISBN 978-88-04-66114-6.
- I misteri della montagna (Загадки горы), Милан, издательство Mondadori, 2016. ISBN 978-88-04-64713-3.
- La via del sole (Путь солнца), Милан, издательство Mondadori, 2016. ISBN 978-88-04-66930-2.
- Quasi niente (Почти ничего), в соавторстве с Лиуджи Майероном, Милан, издательство Chiarelettere, 2017.
- Nel muro (В стене), Милан, издательство Mondadori, 2018. ISBN 978-88-04-67329-3.